# Hill Island (Antarktika)
Hill Island ist eine Insel an der Ingrid-Christensen-Küste des ostantarktischen Prinzessin-Elisabeth-Lands. Im Gebiet der Larsemann Hills liegt sie als östlichere zweier Inseln rund 600 m westlich des nordwestlichen Ausläufers der Halbinsel Stornes und 400 m nordöstlich des Zentrums von Richardson Island.
Namensgeber ist Richard Hill, Elektriker auf der Davis-Station im Jahr 1986, der an der Errichtung der Law-Racoviță-Station beteiligt war.